# 石川百代
石川 百代（いしかわ ももよ）は嘉悦大学の元学長。

## 概要
嘉悦女子中学校・高等学校、嘉悦女子短期大学（現・嘉悦大学）商科を卒業後、渡米してオハイオ州のアシュランド大学経済学部を卒業した。さらに、バーモント州立バーモント大学大学院で経営学修士課程を修了し、MBA（経営学修士）の学位を取得した。また、CPA（米国公認会計士）の資格を取得した。
KPMGピートマーウィック国際会計事務所ニューヨーク市事務所会計監査部門における3年半の勤務を経て、日本ジュース・ターミナル株式会社に就職。8年半後、同社の代表取締役社長（2001年7月～2015年6月）に就任した。
2016年4月1日に嘉悦大学の学長に就任し、2020年2月1日までに退任した。